# Ferenc Cziráki
Ferenc Cziráki, madžarski rokometaš, * 19. november 1913, Budimpešta, † 5. avgust 1986, Budimpešta.
Leta 1936 je na poletnih olimpijskih igrah v Berlinu v sestavi madžarske rokometne reprezentance osvojil četrto mesto.